# České Velenice (stacja kolejowa)
České Velenice – stacja kolejowa w miejscowości České Velenice, w kraju południowoczeskim, w Czechach. Znajduje się na wysokości 490 m n.p.m.. Jest stacją węzłową oraz graniczną (połączenia z Austrią).

## Linie kolejowe
- 199: Czeskie Budziejowice – Gmünd
- 226: Veselí nad Lužnicí – Gmünd